# La Correspondencia de España
La Correspondencia de España fou un periòdic vespertí d'ideologia conservadora fundat en 1859 per Manuel María de Santa Ana que va desaparèixer en 1925, desbancat per El Imparcial. Va assolir gran popularitat des del seu inici com a periòdic "noticier", conegut popularment com La Corres, però després del desastre colonial del 1898 progressivament va perdre lectors, igual que la resta de periòdics madrilenys. El 1906 en va ser nomenat director el redactor Leopoldo Romero, que escrivia sota el pseudònim de Juan de Aragón i es va proposar revitalitzar el vell diari influenciat per l'èxit d'ABC: va augmentar el nombre de pàgines de quatre a vuit, va llançar amb poc èxit edicions matutines i es va envoltar de joves reactors de la talla de Félix Lorenzo, Enrique Fajardo, Manuel Delgado Barreto i un fitxatge de luxe, Ramiro de Maeztu com a corresponsal a Londres des de 1905 fins a 1909.
No va formar part de la Societat Editorial d'Espanya, creada per la fusió d'El Liberal i El Imparcial i l'adquisició d'Heraldo de Madrid, i va encapçalar la batalla contra aquest trust. No obstant això, la decadència va ser imparable fins a 1925 que va publicar el seu últim número.